# Otakar Zemina
Otakar Zemina, křtěný Otakar Vincenc (18. prosince 1899, Nová Paka – 4. června 1990, Mlázovice) byl český malíř a pedagog.
Jeho synem je umělecký historik Jaromír Zemina.

## Biografie
Otakar Zemina se narodil v roce 1899 v Nové Pace v rodině hrnčíře Vincence Zeminy a jeho ženy Antonie rodem Brunclíkové z Kněžnice. V letech 1910 až 1918 navštěvoval státní reálku v Nové Pace, v roce 1916 však narukoval do armády, kdy tuto dobu prožil u pěšího pluku v Jičíně, Kadani, Ravě, Planině, Tridentu, v srpnu roku 1918 působil v legiích v severní Itálii. Vrátil se následně do Československa a v činnosti v armádě pokračoval v Českých Budějovicích, Veselí nad Moravou, Komárně, Nových Zámcích a Levicích. Z armády odešel v srpnu roku 1919 a nastoupil do učitelského ústavu, kde absolvoval v roce 1920. Následně pak nastoupil na pozici zástupce učitele v Lázních Bělohrad. V roce 1921 však nastoupil do ateliéru Jakuba Obrovského a Vojtěcha Hynaise na Akademii výtvarných umění. Během studia několikrát vycestoval do Itálie, Francie nebo Belgie. Od roku 1928 působil jako pedagog na gymnáziu v Moravských Budějovicích (1928–1952), později pak také v Kyjově, Znojmě a na střední uměleckoprůmyslové škole v Brně, a to až do roku 1962, kdy odešel do důchodu.V roce 1976 se odstěhoval do Dolní Kalné a posléze do Nové Paky.
Byl členem Sdružení výtvarných umělců jihozápadní Moravy ve Znojmě, sdružení výtvarných umělců moravských v Hodoníně, Klubu výtvarných umělců v Brně a Svazu českých výtvarných umělců. Roku 1984 byl jmenován čestným občanem Nové Paky.
Věnoval se primárně kresbě a malbě, ilustroval odborné i populární publikace.

## Výstavy

### Autorské
- 1970, Galerie Jaroslava Krále, Brno (Otakar Zemina: Obrazy 1968-1969)
- 1972, Kabinet grafiky, Brno (Otakar Zemina: Kresby, akvarely a kvaše 1968-1971)
- 1976, Dům pánů z Kunštátu, Brno (Otakar Zemina: Obrazy z let 1925-1975)
- 1977, Suchardův dům, Nová Paka (Otakar Zemina: Malby, kresby)
- 1980, Galerie plastik, Hořice (Otakar Zemina: Obrazy, kresby, loutky)
- 1989, Podkrkonošské muzeum, Nová Paka (Otakar Zemina: Práce z poslední doby)
- 1999, Městské muzeum, Nová Paka (Otakar Zemina: Práce první a poslední)
- 2015, Galerie Jiřího Jílka, Šumperk (Otakar Zemina: Malby, kresby, loutky)

### Kolektivní
- 1953, Jízdárna Pražského hradu, Praha (II. přehlídka československého výtvarného umění)
- 1954, Museum Klementa Gottwalda, Praha (Výstava soutěžních prací na výzdobu muzea)
- 1955, Praha (III. přehlídka československého výtvarného umění)
- 1959, Dům umění města Brna, Brno (Výstava moravských výtvarníků)
- 1961, Dům umění města Brna, Brno (Členská výstava umělců Jihomoravského kraje)
- 1962, Dům umění města Brna, Brno (Členská výstava SČSVU 1962 Brno)
- 1964, Dům umění města Brna, Brno (Členská výstava výtvarných umělců Jihomoravského kraje)
- 1965, Dům umění města Brna, Brno (Členská výstava oblastní pobočky SČSVU v Brně)
- 1967, Dům umění města Brna, Brno (Brněnský salón)
- 1969, Dům umění města Brna, Brno (Členská výstava SČVU (malba, grafika, plastika))
- 1981, Ústav makromolekulární chemie (Galerie Makráč), Praha (Loutkáři z východních Čech)
- 2006, Suchardův dům, Nová Paka (Umění, se kterým bydlíme)